# Alma (französische Sängerin)
Alma (* 27. September 1988 in Lyon als Alexandra Maquet) ist eine französische Sängerin. Sie hat ihr Land beim Eurovision Song Contest 2017 (ESC) in Kiew vertreten.

## Leben
Alma wurde als Alexandra Maquet in Lyon geboren und wuchs mit zwei jüngeren Schwestern auf. In ihrer Kindheit begann Alma mit dem Singen und dem Klavierspiel, mit dem sie ihre jüngeren Geschwister unterhielt. Auch begann sie eigene Lieder zu schreiben. Als Alma 15 Jahre alt war, zog ihre Familie in die USA, nach Los Angeles. Mit 17 Jahren kehrte sie nach Frankreich zurück und studierte Wirtschaftswissenschaft an der zur Katholischen Universität Lille gehörenden IÉSEG School of Management. Während ihres Studiums absolvierte Alma Praktika in São Paulo, Mailand und Brüssel. Insgesamt verbrachte sie zehn Jahre in der nordfranzösischen Stadt Lille.
Im Januar 2012, nach ihrem Studienabschluss, begann Alma auf dem Videoportal YouTube in englischer Sprache eigene Lieder sowie Coversongs zu präsentieren. Daraufhin wurde Edoardo Grassi, Chef der französischen ESC-Delegation, auf sie aufmerksam und verschaffte ihr Ende 2013 einen ersten Fernsehauftritt in der französischen Sonntagnachmittagssendung Les Chansons d’Abord bei France 3. Durch die Sendung traf Alma auch auf den Singer-Songwriter Nazim, mit dem sie fortan zusammenarbeitete. Sie zog nach Paris, um sich ganz der Musik zu widmen. Dort nahm Alma u. a. Unterricht im Gesang, in Komposition, Solfège und szenischem Ausdruck. Gemeinsam mit Nazim trat sie u. a. im Pariser Les Trois Baudets und Connetable auf. Eine erste Single, die melancholische Klavierballade La chute est lente, wurde im Juni 2016 im Internet veröffentlicht und 66.000 Mal angesehen.
Am 9. Februar 2017 wurde Alma als französische Teilnehmerin für den Eurovision Song Contest 2017 in Kiew bekanntgegeben. Ein künstlerisches Komitee von Eurovision und France 2 gab ihr in einer internen Auswahl den Vorzug vor u. a. Florent Mothe und Camille Lou für das ESC-Finale am 13. Mai 2017 mit dem Titel Requiem. Der orientalisch angehauchte Dance-Pop-Song, gleichzeitig die zweite Single-Auskopplung aus ihrem bevorstehenden Album, stammt aus der Feder von Nazim, der bereits ein Jahr zuvor an dem französischen ESC-Beitrag J’ai cherché von Amir beteiligt gewesen war. Im ESC-Finale präsentierte Alma eine bilinguale Version von Requiem – auf Französisch und Englisch –, die den 12. Platz belegte.
Almas Debütalbum Ma peau aime wurde am 5. Mai 2017 von Warner Music veröffentlicht. Neben Nazim arbeiteten auch David Gategno, Pierre Jaconelli und Renaud Rebillaud daran mit.
Im Frühjahr 2017 trat Alma als Opening Act auf der Tour von Amir auf. Sie zählt u. a. Céline Dion zu ihren Vorbildern.

## Diskografie

### Alben
- 2017: Ma peau aime

### Singles
- 2014: Trinquons
- 2016: La chute est lente
- 2017: Requiem
- 2018: T’es pas un homme
- 2019: Zumbaa
- 2021: America